# Seamus Kennedy
Seamus Kennedy (født i Belfast, Nordirland) er en irsk sanger, komiker og forfatter.
Kennedy har optrådt i USA siden 1970'erne. Han blev stemt ind som Best Irish/Celtic Male Vocalist 1993-2006 af Washington Area Music Association.

## Diskografi
- Tricky Tongue Twisters (Gransha Records, 2013)
- Sidekicks and Sagebrush (Gransha Records, 2009)
- Sailing Ships and Sailing Men (Gransha Records, 2008)
- Party Pieces (Gransha Records, 2005)
- By Popular Demand (Gransha Records, 2005)
- On the Rocks (Seamus Kennedy, 2003)
- A Smile and a Tear (Gransha Records, 2001)
- Favorite Selections (Gransha Records, 2000)
- Gets on Everybody's Nerves (Gransha Records, 2000)
- Bar Rooms and Ballads (Gransha Records, 2000)
- Let the Music Take You Home (Gransha Records, 1998)
- Goodwill to Men (Gransha Records, 1996)
- In Concert (Gransha Records, 1995)
- Live! (Gransha Records, 1993)